# Улица Кубалова (Владикавказ)
Улица Куба́лова — улица во Владикавказе, Северная Осетия, Россия. Улица располагается в Затеречном муниципальном округе Владикавказа между улицами Коцоева и Гастелло. Начинается от улицы Кацоева. 
Улицу пересекают улицы Карла Маркса, проспект Коста, улицы Ардонская, Заурбека Калоева, Тургеневская и Гончарова. С нечётной стороны улицы Кубалова заканчиваются улицы Средняя и Спартака.

## История
Названа в честь осетинского поэта и писателя Александра Кубалова.
Улица образовалась в середине XIX века и впервые была отмечена как улица Архонская на карте «Кавказского края», которая издавалась в 60 — 70-е годы XIX века. Упоминается под этим же названием в Перечне улиц, площадей и переулков от 1911 и 1925 годов.
26 октября 1967 года решением Исполкома Орджоникидзевского Городского Совета народных депутатов «в связи с 50-летием Великой Октябрьской революции с целью увековечивания памяти видных государственных деятелей и активных участников гражданской войны на Тереке» улица Архонская была переименована в улицу Гегечкори, участника Гражданской войны на Кавказе Алексея Гегечкори.
17 ноября 1995 года улица Гегечкори была переименована в улицу Александра Кубалова «в связи с обращением Комитета по национальной политике и внешним связям Верховного Совета РСО — Алания и Союза писателей РСО — Алания, а также учитывая многочисленные обращения деятелей культуры и искусства».